# جون ليزلي فوستر
جون ليزلي فوستر (بالإنجليزية: John Leslie Foster)‏ هو سياسي أيرلندي، ولد في 1781، وتوفي في 1842 في جمهورية أيرلندا. حزبياً، نشط في Tories (British political party) ‏. وقد انتخب نائب في البرلمان ‏.